# Мост Светог Иринеја
Мост Св. Иринеја је пешачки мост преко реке Саве између две Митровице, Сремске и Мачванске.
Са укупном дужином од 262,5 метара ово је најдужи висећи пешачки мост у Србији и на Балкану.

## Историјат
Мост се налази тачно на месту некадашњег староримског Артемидиног моста, тада једне од највећих грађевина античког Сирмијума. На њему су у време прогона хришћана вршена погубљења ”сирмијумских светих мученика”. По једном од њих, Св. Иринеју мост је добио име.
Сремска Митровица и Мачванска Митровица су први стални мост добила 70их година прошлог века, али је он био подигнут на ободу града, неколико километара удаљен од средишта обе Митровице. Стога је потреба за новим мостом, који би повезао оба средишта, указала веома брзо. Градња данашњег моста започета је крајем децембра 1990. године, а завршена крајем 1993. године. Мост је званично отворен на Видовдан 28. јуна 1994. године. Пројекат моста урадио је српски академик Никола Хајдин.

## Положај
Мост је изграђен на најужем делу Саве при њеном протоку кроз град. На овом месту река прави лук, што утиче на њено сужење. Због ове околности средишта обе Митровице се налазе на овом месту, па се ово поставило као веома повољно место за градњу овако дугог пешачког моста. Друга повољна околност за постављање моста на овом месту је положај старијег моста за возила на крајњем истоку Сремске Митровице, у индустријском подручју, што је било тешкоћа за свакодневно кретање људи из мачванског дела општине до градског средишта.

## Конструкција
Главна мостовска конструкција је систем са косим кабловима (кабловска конструкција). Распони су 35 + 192,5 + 35 = 262,5 m, при чему је средња вредност распон између пилона (стубова). Ширина моста је свега 5,5 m, по чему овај мост спада у најуже мостове овог система у односу на распон. Главни носач је спрегнутог пресека са бетонском плочом и висином од 1,3 m. На средњем (великом) распону три кабла полазе од пилона на крајевима великог распона и подухватају главни носач на размацима од 27,5 метара. Каблови који полазе од пилона су на крајевима конструкције анкеровани на обе стране попречног пресека. Пилони моста у виду обелиска изграђени су од армираног бетона. Са теоријског гледишта основни проблем моста је питање његове стабилности на силе ветра с обзиром на изузетно узан попречни пресек и чињеницу да се каблови у великом отвору налазе само у средњој равни.